# Feings (Loir-et-Cher)
Feings ist eine Ortschaft und eine Commune déléguée in der französischen Gemeinde Le Controis-en-Sologne mit 717 Einwohnern (Stand: 1. Januar 2022) im Département Loir-et-Cher in der Region Centre-Val de Loire. Die Einwohner werden Montholiens genannt.
Die Gemeinde Feings wurde am 1. Januar 2019 mit Thenay, Fougères-sur-Bièvre, Ouchamps und Contres zur Commune nouvelle Le Controis-en-Sologne zusammengeschlossen. Sie gehörte zum Arrondissement Romorantin-Lanthenay und zum Kanton Blois-3.

## Geographie
Feings liegt etwa 16 Kilometer südlich von Blois am Oberlauf der Bièvre am Westrand der Seenlandschaft Sologne.

## Bevölkerungsentwicklung
| Jahr                       | 1962 | 1968 | 1975 | 1982 | 1990 | 1999 | 2006 | 2017 |
| Einwohner                  | 536  | 454  | 392  | 468  | 471  | 529  | 627  | 714  |
| Quellen: Cassini und INSEE |      |      |      |      |      |      |      |      |

## Sehenswürdigkeiten
- Kirche des Stuhls von St. Peter (Église de la Chaire-de-Saint-Pierre )
- Herrenhaus von Bélyvière, Monument historique seit 1948

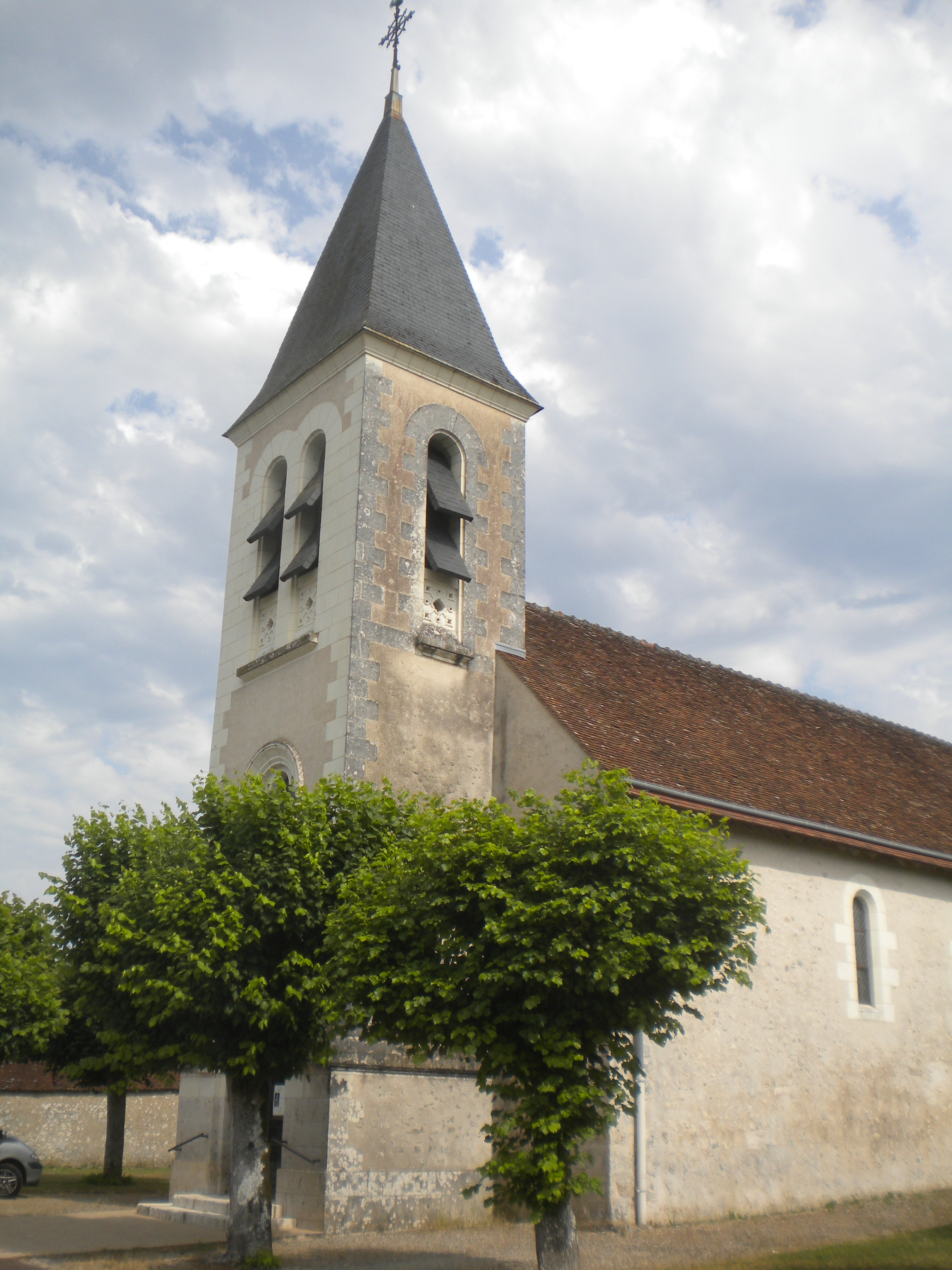
Kirche